# Turmayer Sándor
Turmayer Sándor Márton (Orosháza, 1879. szeptember 28. – Milánó, 1953. március 19.) festőművész. Turay Ida és Tabódy Klára színésznők édesapja.

## Pályafutása
Turmayer János és Ledij Paulina fiaként született. A budapesti Képzőművészeti Főiskolán tanult. Először 1911-ben állított ki a Műcsarnokban és a Nemzeti Szalonban, majd később rendszeresen rendezett itt tárlatokat. 1925-től 1927-ig Kecskeméten dolgozott Révész Imrénél, 1929-től a fővárosban és vidéken is több gyűjteményes kiállítást rendezett. Képeinek gyakori témája a budapesti Tabán és az olaszországi kisvárosok. Az 1940-es évek végén kiment Olaszországba, itt elsősorban tájképeket és csendéleteket készített. Felesége Szabadkay Lilly (Lívia) Klára volt.